# Makura no Sōshi
El llibre del coixí (枕草子, Makura no Sōshi) és un diari escrit per l'autora japonesa Sei Shōnagon, dama de la cort de l'emperadriu Sadako, cap a l'any 1000, durant el període Heian. Possiblement és el nikki o diari íntim més famós de la literatura japonesa. També ha rebut els qualificatiu de «tractat» perquè, al llarg dels seus tres-cents breus capítols, a més de les descripcions de la vida de la cort, inclou parts senceres d'aforismes i reflexions molt pròximes a l'assaig en les quals l'agudesa de l'observació i el refinament estilístic es conjuguen amb la ironia i la llibertat de jutjar.

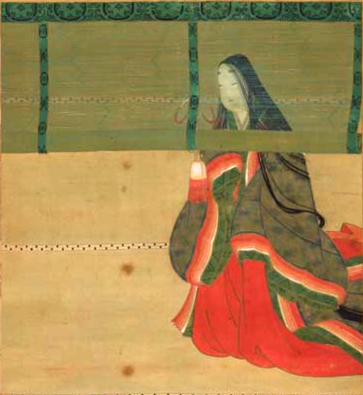
Sei Shōnagon, il·lustració del

Per altra banda, hi ha seccions que són verdaders catàlegs de noms de plantes, ocells, flors, i que donen lloc també a llistes de coses esfereïdores, coses que avergonyeixen i coses tranquil·litzadores.
Com va assenyalar André Beaujard, a Sei Shonagon li agrada evocar els sentiments més fugitius, l'evanescència de les coses. Busca la paraula justa amb un estil elegant que no inclou un expressió vigorosa.
Per la seva part, Octavio Paz, admirat davant la bellesa i la transparència de la seva prosa, descobreix en ella «un món suspès en si mateix, pròxim i remot al mateix temps, com tancat en una esfera de vidre».